# Paris (Idaho)
Pour les articles homonymes, voir Paris (homonymie).
Paris est une ville des États-Unis située dans le comté de Bear Lake (Idaho), dont elle est le siège. 

## Population
Elle comptait 541 habitants en 2020 pour une superficie de 9,1 km2.

## Histoire
La ville fut fondée le 26 septembre 1863 par des pionniers mormons.

## Personnalités liées
- Arthur Shepherd (1880-1958), compositeur de musique classique.

## Galerie de photos

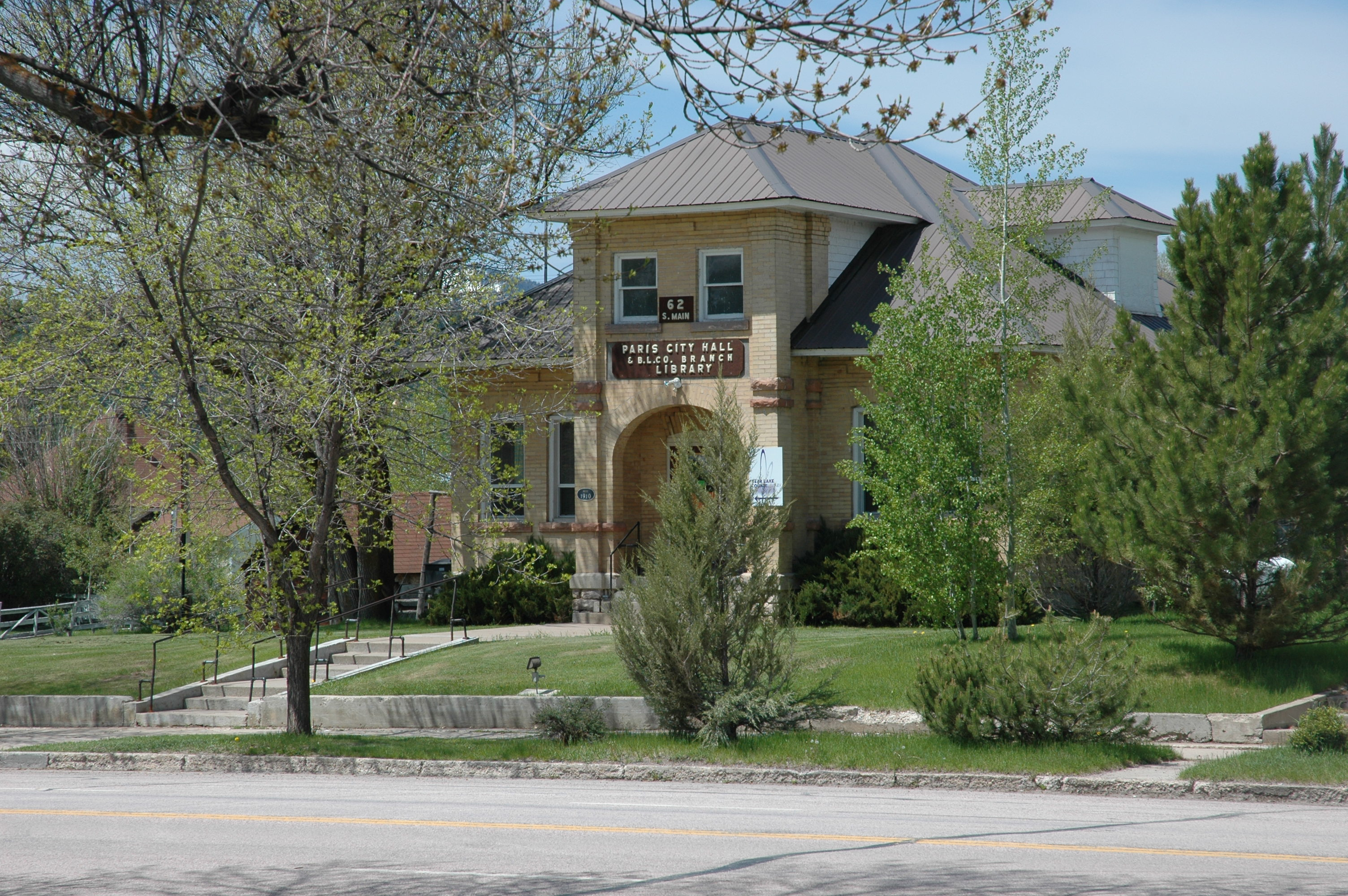
La mairie - bibliothèque de Paris (Idaho)
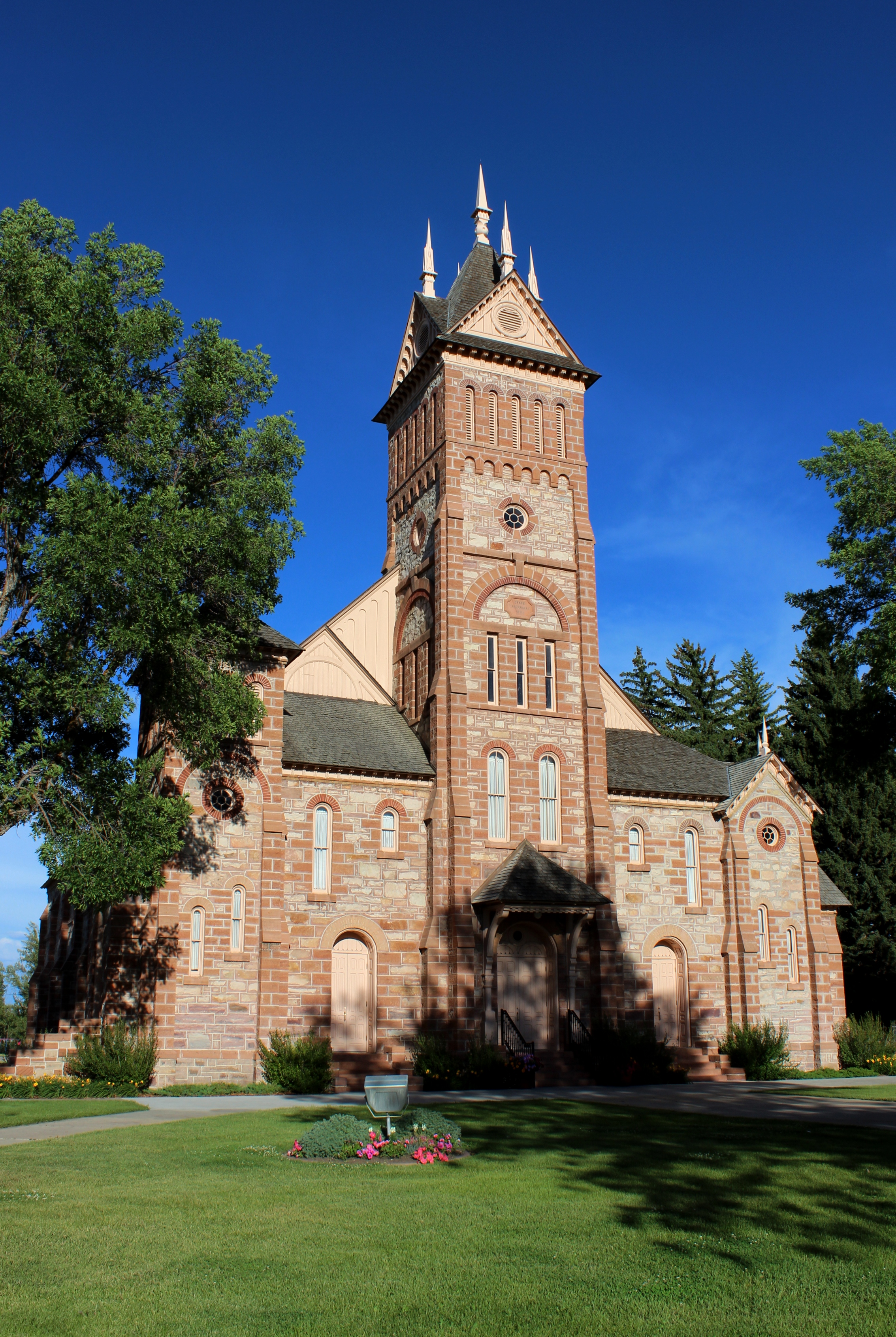
Le Stone Tabernacle de Paris (Idaho 1889)
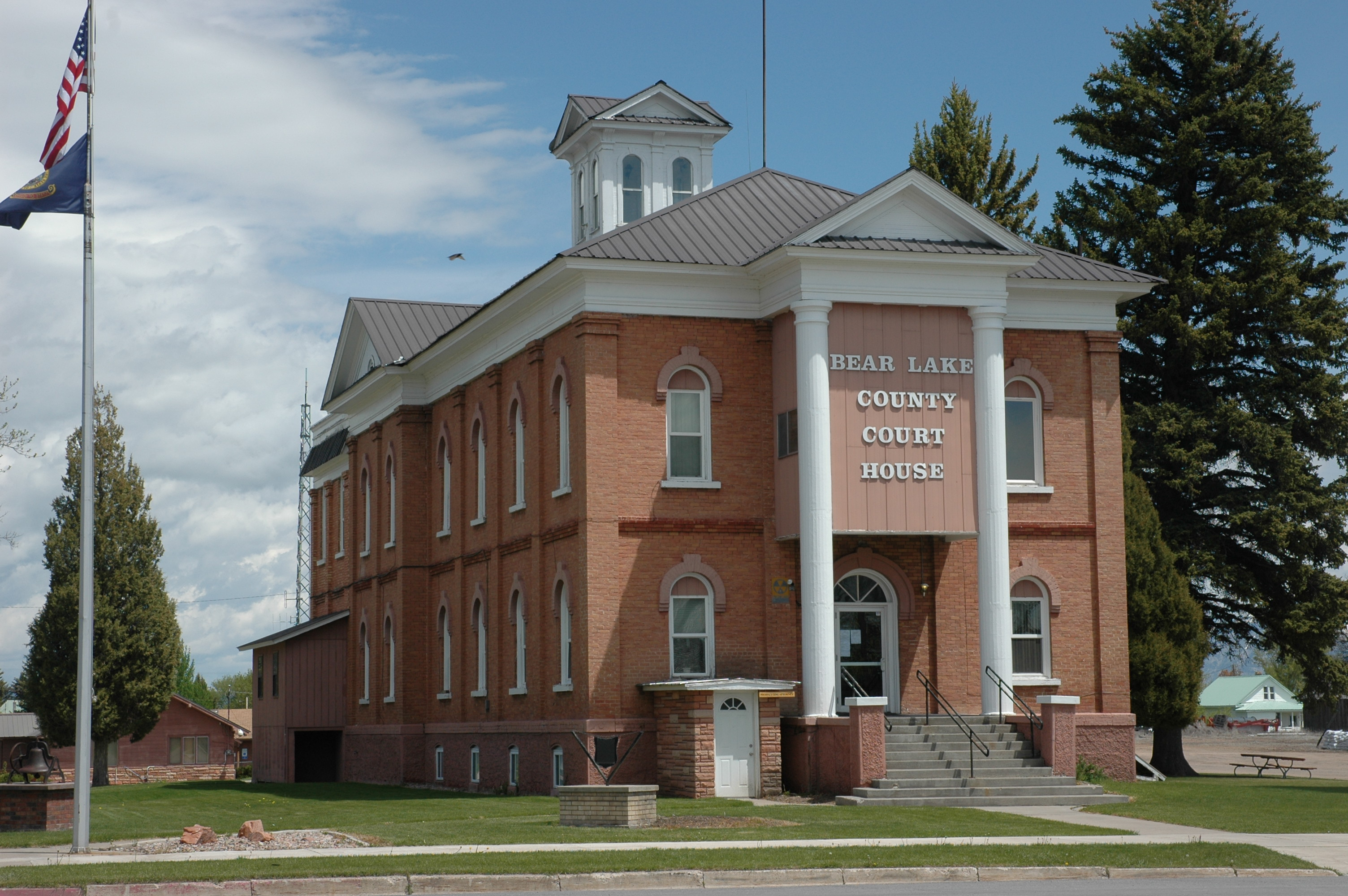
Le Tribunal du Comté de Bear Lake à Paris (Idaho)